# Nelson Entertainment
Nelson Entertainment, également connu sous le nom de Nelson Entertainment Group, est une société de production cinématographique et de distribution de vidéos à domicile (home video) américaine créée en 1985 et disparue en 1991 après son rachat par New Line Cinema.

## Historique
Filiale de Nelson Holdings International, une holding de Vancouver (Canada), Nelson Entertainment est créée en 1985 à Los Angeles (Californie) par Barry Spikings, producteur de films britannique, et Richard Northcott, financier britannique ayant fait fortune grâce à une chaîne de quincailleries et de magasins de meubles à la suite du rachat de Galactic Films et de la Spikings Corporation. Elle acquiert dans la foulée pour 85 millions $ la division home video d'Embassy Pictures, Embassy Home Entertainment, s'assurant les droits de distribution de leur catalogue en VHS. Elle signe ensuite un accord de coproduction avec Columbia Pictures
Le 26 novembre 1986, une filiale de vente a l'étranger est créée, Nelson International, dirigée par Ian Jessel, ancien cadre de CBS Theatrical Films.
Le 18 mars 1987, Nelson Entertainment signe au travers de sa filiale Embassy Home Entertainment un accord avec la Hemdale Film Corporation pour co-produire dix films, Nelson Entertainment se réservant les droits de distribution vidéo pour le marché national. Dans la foulée, la société annonce des accords avec d'autres distributeurs comme Neue Constantin Film en Allemagne de l'Ouest et Nippon Herald (filiale de Kadokawa Daiei Studio) au Japon
En août 1987, Embassy Home Entertainment prend le nom de Nelson Entertainment puis signe un accord de co-production avec Castle Rock Entertainment en échange des droits de distribution internationale
En septembre 1988, est reprise en charge par Orion Home Video, filiale d'Orion Pictures, qui distribue parallèlement certaines des productions de Nelson Entertainment. En février 1989, Orion devient le distributeur officiel des productions Nelson Entertainment pour le marché de la vidéo
En 1991, Nelson Entertainment revend sa division vidéo à New Line Cinema qui la renomme New Line Home Video. Peu de temps après, la société est rebaptisée Sultan Entertainment avant d'être rachetée également par New Line, les droits de distribution étant transférés à RCA/Columbia Pictures Home Video selon un accord précédent avec New Line.
En 1994, le catalogue de Nelson Entertainment est racheté par Epic Productions puis, après la faillite de la société, par le Crédit lyonnais qui le revend à PolyGram Filmed Entertainment en 1997. La Metro-Goldwyn-Mayer rachète à son tour 2/3 du catalogue PolyGram en octobre 1998 détenant à ce jour la majorité des titres.
En raison d'un accord antérieur signé avec Viacom, Paramount Pictures possède - au travers de sa filiale Trifecta Entertainment & Media - les droits télévisés des films produits après janvier 1989, à l'exception de ceux co-produits avec Castle Rock avant juillet 1994, détenus par Warner Bros. mais contrôlés par la MGM via Orion.

## Productions
- 1987 : Les Baleines du mois d'août (The Whales of August) de Lindsay Anderson
- 1987 : Hope and Glory de John Boorman - co-produit avec  Goldcrest Films
- 1988 : Les Modernes (The Moderns) d'Alan Rudolph
- 1988 : Le Temps du destin (A Time of Destiny) de Gregory Nava
- 1988 : Sur la route de Nairobi (White Mischief) de Michael Radford- co-produit avec Goldcrest Films et la BBC
- 1988 : Far North de Sam Shepard - co-produit avec Alive Films
- 1989 : Cohen et Tate (Cohen and Tate) d'Eric Red - co-produit avec New Galactic Tate Productions
- 1989 : L'Excellente Aventure de Bill et Ted (Bill and Ted's Excellent Adventure) de Stephen Herek- co-produit avec Interscope Communications et De Laurentiis Entertainment Group
- 1989 : L'Étranger du froid (Winter People) de  Ted Kotcheff - co-produit avec Castle Rock Entertainment
- 1989 : Quand Harry rencontre Sally (When Harry Met Sally) de Rob Reiner - co-produit avec Castle Rock Entertainment
- 1989 : Prancer de John D. Hancock - co-produit avec Cineplex Odeon Films
- 1990 : L'Île oubliée (Lord of the Flies) d'Harry Hook - co-produit avec Castle Rock Entertainment
- 1990 : Le Premier Pouvoir (The First Power) de Robert Resnikoff - co-produit avec Interscope Communications
- 1990 : Texasville de Peter Bogdanovich - co-produit avec Cine-Source
- 1990 : L'Amour dans de beaux draps (Sibling Rivalry) de Carl Reiner - co-produit avec Castle Rock Entertainment
- 1990 : Misery de  Rob Reiner - co-produit avec Castle Rock Entertainment
- 1990 : Hamlet de  Franco Zeffirelli - co-produit avec Icon Productions, Carolco Pictures et Sovereign Pictures
- 1991 : L'Ange de la destruction (Eve of Destruction) de  Duncan Gibbins - co-produit avec Interscope Communications
- 1991 : La Vie, l'Amour, les Vaches (City Slickers) de Ron Underwood - co-produit avec Castle Rock Entertainment
- 1991 : Les Folles Aventures de Bill et Ted (Bill and Ted's Bogus Journey) de Peter Hewitt - co-produit avec Interscope Communications
- 1991 : La Prise de Beverly Hills (The Taking of Beverly Hills) de Sidney J. Furie